# Clarissa Pinkola Estés
Clarissa Pinkola Estés (ur. 27 stycznia 1945) – amerykańska pisarka i dyplomowana psychoanalityczka szkoły Junga.
Urodziła się w małej amerykańskiej wiosce w pobliżu Wielkich Jezior Północnoamerykańskich, w rodzinie imigrantów i uchodźców, w większości niepiśmiennych. Zdobyła wykształcenie i obroniła pracę doktorską ze stosunków międzykulturowych i psychologii klinicznej. Wiele lat poświęciła na zbieranie baśni i opowieści, które potem wykorzystała w pracy z pacjentami i w swoich książkach, zwłaszcza w najbardziej znanej pt. Biegnąca z wilkami. Zaangażowana społecznie, jest m.in. współtwórczynią pierwszego w Kolorado schroniska dla kobiet maltretowanych, przez cztery lata pracowała z ofiarami i świadkami masakry w Columbine High School w 1999.

## Twórczość
- Women Who Run With the Wolves: Myths and Stories of the Wild Woman Archetype, 1992. Wyd. pol. Biegnąca z wilkami: Archetyp Dzikiej Kobiety w mitach i legendach, tłum. Agnieszka Cioch, Zysk i S-ka, Poznań 2001, ISBN 83-7150-520-5.
- The Gift of Story: A Wise Tale About What is Enough 1993;
- The Faithful Gardener: A Wise Tale About that Which Can Never Die, 1996;
- Untie the Strong Woman: Blessed Mother’s Immaculate Love for the Wild Soul, Sounds True Books, 2011. Wyd. pol. Oswobodzenie Silnej Kobiety: Nieskalana miłość Matki Uwielbionej do dzikiej duszy, tłum. Małgorzata Kalinowska, Zysk i S-ka, Poznań 2016, ISBN 978-83-7785-176-0.

Jest także autorką licznych audycji, m.in. trzynastoczęściowej serii: Clarissa Pinkola Estés Live: Theatre of the Imagination.